# Mistrovství Evropy v plaveckých sportech 1938
Mistrovství Evropy v plaveckých sportech za rok 1938 proběhlo v Londýně, Spojené království ve dnech 6. až 13. srpna 1938.
Soutěže
- Plavání
- Skoky do vody
- Vodní pólo